# Arrondissement d'Alès
L'arrondissement d'Alès est une division administrative française située dans le département du Gard, en région Occitanie.

## Histoire
Le décret du 29 juillet 1926, paru dans le Journal officiel le 8 août, change la graphie de la dénomination de l'arrondissement, en Alès, en accord avec la nouvelle graphie du toponyme de la ville d'Alès.

## Composition

L'arrondissement avant 2015

Liste des cantons de l'arrondissement d'Alès :
- Canton d'Alès-1
- Canton d'Alès-2
- Canton d'Alès-3
- Canton de Rousson
- Canton de La Grand-Combe
- Canton de Quissac

### Découpage communal depuis 2015
Depuis 2015, le nombre de communes des arrondissements varie chaque année soit du fait du redécoupage cantonal de 2014 qui a conduit à l'ajustement de périmètres de certains arrondissements, soit à la suite de la création de communes nouvelles. Le nombre de communes de l'arrondissement d'Alès est ainsi de 101 en 2015, 101 en 2016, 97 en 2017 et 96 en 2021.
Au 1er janvier 2024, l'arrondissement groupe les 96 communes suivantes :
1. Alès
2. Allègre-les-Fumades
3. Anduze
4. Aujac
5. Bagard
6. Barjac
7. Bessèges
8. Boisset-et-Gaujac
9. Bonnevaux
10. Bordezac
11. Boucoiran-et-Nozières
12. Branoux-les-Taillades
13. Brignon
14. Brouzet-lès-Alès
15. Castelnau-Valence
16. Cendras
17. Chambon
18. Chamborigaud
19. Concoules
20. Courry
21. Cruviers-Lascours
22. Deaux
23. Euzet
24. Gagnières
25. Générargues
26. Génolhac
27. La Grand-Combe
28. Lamelouze
29. Laval-Pradel
30. Lézan
31. Les Mages
32. Malons-et-Elze
33. Martignargues
34. Le Martinet
35. Massanes
36. Massillargues-Attuech
37. Méjannes-le-Clap
38. Méjannes-lès-Alès
39. Meyrannes
40. Mialet
41. Molières-sur-Cèze
42. Mons
43. Monteils
44. Navacelles
45. Ners
46. Peyremale
47. Les Plans
48. Ponteils-et-Brésis
49. Portes
50. Potelières
51. Ribaute-les-Tavernes
52. Rivières
53. Robiac-Rochessadoule
54. Rochegude
55. Rousson
56. Saint-Ambroix
57. Saint-Bonnet-de-Salendrinque
58. Saint-Brès
59. Sainte-Cécile-d'Andorge
60. Saint-Césaire-de-Gauzignan
61. Saint-Christol-lez-Alès
62. Sainte-Croix-de-Caderle
63. Saint-Denis
64. Saint-Étienne-de-l'Olm
65. Saint-Florent-sur-Auzonnet
66. Saint-Hilaire-de-Brethmas
67. Saint-Hippolyte-de-Caton
68. Saint-Jean-de-Ceyrargues
69. Saint-Jean-de-Maruéjols-et-Avéjan
70. Saint-Jean-de-Serres
71. Saint-Jean-de-Valériscle
72. Saint-Jean-du-Gard
73. Saint-Jean-du-Pin
74. Saint-Julien-de-Cassagnas
75. Saint-Julien-les-Rosiers
76. Saint-Just-et-Vacquières
77. Saint-Martin-de-Valgalgues
78. Saint-Maurice-de-Cazevieille
79. Saint-Paul-la-Coste
80. Saint-Privat-de-Champclos
81. Saint-Privat-des-Vieux
82. Saint-Sébastien-d'Aigrefeuille
83. Saint-Victor-de-Malcap
84. Salindres
85. Les Salles-du-Gardon
86. Sénéchas
87. Servas
88. Seynes
89. Soustelle
90. Tharaux
91. Thoiras-Corbès
92. Tornac
93. Vabres
94. La Vernarède
95. Vézénobres

## Démographie
En 2022, l'arrondissement comptait 154 805 habitants.
| 1968    | 1975    | 1982    | 1990    | 1999    | 2006    | 2011    | 2016    | 2021    |
| ------- | ------- | ------- | ------- | ------- | ------- | ------- | ------- | ------- |
| 139 342 | 133 345 | 134 242 | 135 735 | 133 761 | 143 284 | 150 049 | 148 139 | 153 189 |

| 2022    | - | - | - | - | - | - | - | - |
| ------- | - | - | - | - | - | - | - | - |
| 154 805 | - | - | - | - | - | - | - | - |